# بیشان‌اژدها
بیشان‌اژدها (به لاتین: Beishanlong) یک سرده از دایناسورهای ددپای شترمرغی غول‌پیکر از کرتاسه پیشین در چین است. واژهٔ long در زبان چینی، به معنی اژدها است.
ساختار بدنی بیشان‌اژدها نسبتاً ستبر بود. دست‌ها و پاها بلند بودند، اگرچه بدون دست‌ها، پاها و پنجه‌های شکل‌های دیگری داشتند.

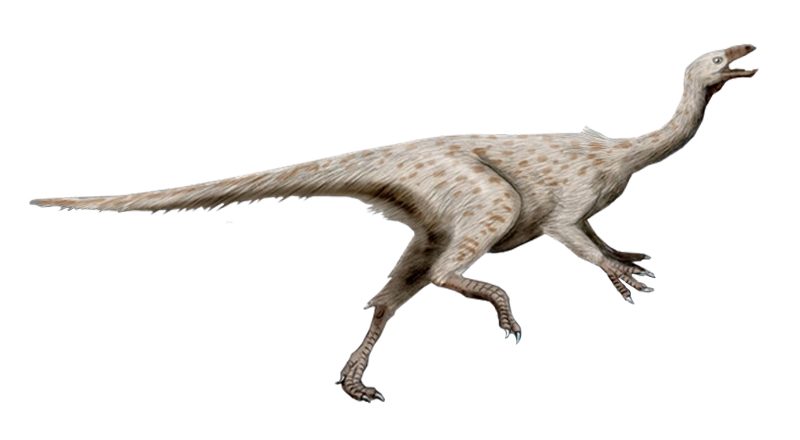
بازسازی بیشان‌اژدها

مقایسه اندازه